# Havýš čtyřhranný
Havýš čtyřhranný (Tetrosomus gibbosus (Linnaeus, 1758)) je mořská ryba, která obývá teplé vody v oblasti Indického oceánu a západní části Tichého oceánu.

## Výskyt

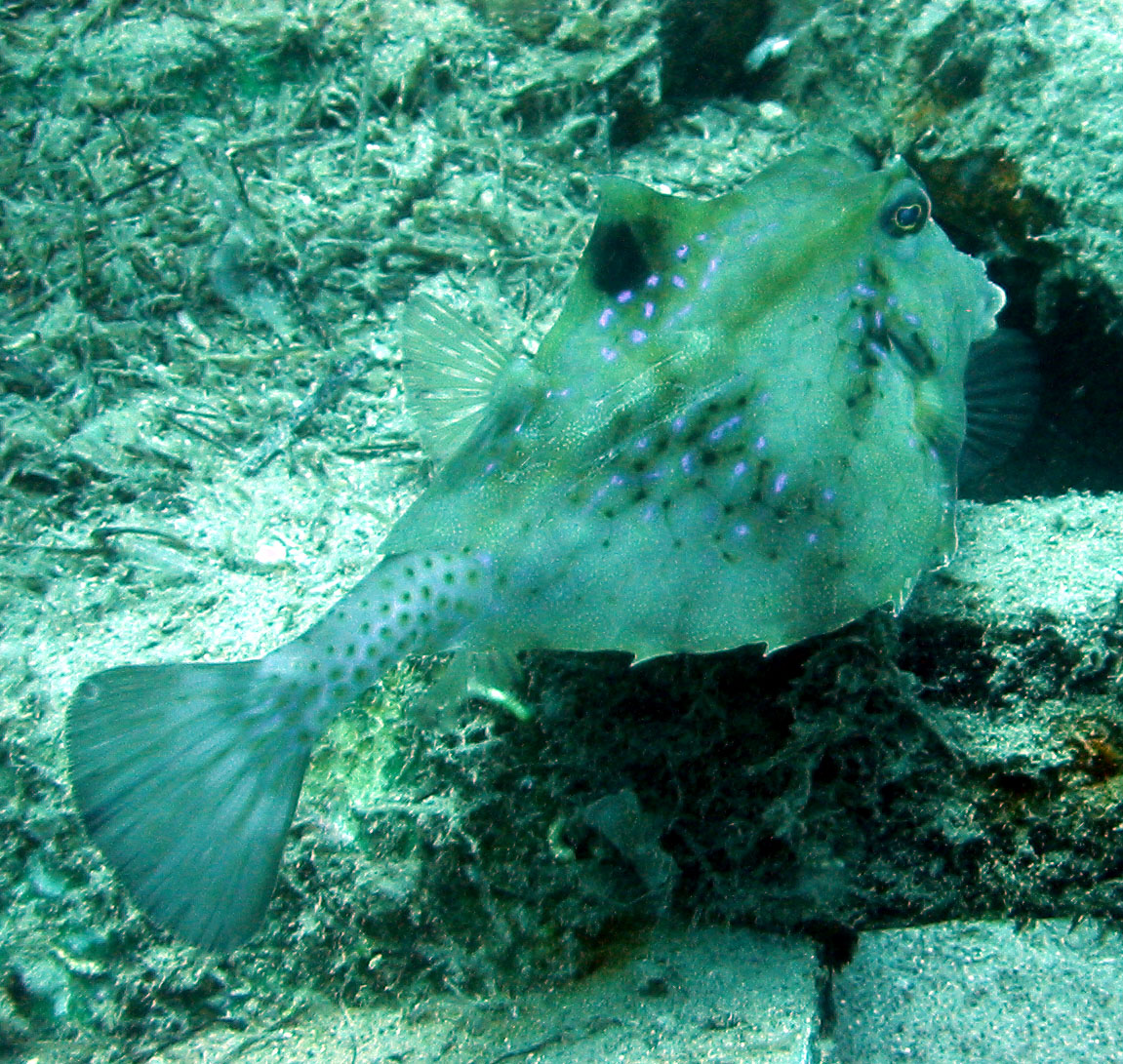
Havýš čtyřhranný

Havýš čtyřhranný obývá tropické mořské vody v hloubkách mezi 37 až 110 metry od východního pobřeží Afriky, přes Indii, celé pobřeží Austrálie, Nového Zélandu, Nové Guiney, pobřeží Číny, Vietnamu, Japonska, Malajsie a Indonésie. Vyskytuje se tak v Indickém a Tichém oceánu, v Rudém moři, Perském zálivu, či Žlutém moři.
V současnosti dochází k migraci ryby do nové oblasti Suezským průplavem v rámci takzvané lessepsovské migrace. Díky tomu dochází k postupnému osidlování Středozemního moře.

## Popis
Tvar těla ryby je nepravidelný. Břišní část krunýře je poměrně široká a směrem ke hřbetu se krunýř zužuje, až je nahoře zakončen trnem. Ryba dosahuje délky až 30 cm. V přední části se nachází úzká hlava s vystouplou tlamou. V horní části dvě oči, které jsou situovány do stran. Na boku jsou dvě malé prsní ploutve. Na hřbetě za trnem je malá hřbetní ploutev. Tělo je zakončeno poměrně úzkým ocasem, na kterém se nachází velká ocasní ploutev sloužící k hlavnímu pohybu.
Tělo je kryto šupinami a má světlou barvu místy pokryté tmavými skvrnami. Na některých místech mají skvrny značně zářivou až výraznou barvu.

## Hospodářský význam
Havýš čtyřhranný není důležitá hospodářsky využitelná ryba. Není lovena pro maso a ani jako návnada. Její potenciál pro člověka spočívá v možnosti chovu v akváriích.